# Качин Дмитро Іванович
Дмитро Іванович Качин (нар. 7 листопада 1929, село Большая Рєчка, тепер Кабанського району Бурятії, Російська Федерація) — радянський партійний діяч, дипломат, 1-й секретар Камчатського обкому КПРС, надзвичайний і повноважний посол СРСР у Соціалістичній Республіці В'єтнам. Член Центральної Ревізійної Комісії КПРС у 1971—1976 роках. Кандидат у члени ЦК КПРС у 1976—1981 роках. Член ЦК КПРС у 1981—1990 роках. Депутат Верховної Ради СРСР 9—11-го скликань. 

## Життєпис
Народився в родині рибака. У 1945—1947 роках — матрос, бригадир на риболовецьких суднах Байкальського державного рибного тресту.
Член КПРС з 1953 року.
У 1954 році закінчив Московський технічний інститут рибної промисловості і господарства.
У 1954—1959 роках — траловий майстер на риболовецьких суднах, інженер з видобутку риби, начальник відділу видобутку і керівник промислових експедицій Управління тралового і рефрижераторного флоту «Камчатрибпрому».
У 1959—1961 роках — слухач Вищої партійної школи при ЦК КПРС.
У 1961—1963 роках — секретар партійного комітету Управління тралового і рефрижераторного флоту «Камчатрибпрому».
У 1963—1965 роках — 2-й секретар, у 1965—1968 роках — 1-й секретар Петропавловськ-Камчатського міського комітету КПРС Камчатської області.
У 1968—1969 роках — секретар Камчатського обласного комітету КПРС з промисловості.
У 1969 — лютому 1971 року — голова виконавчого комітету Камчатської обласної ради депутатів трудящих.
У лютому 1971 — 15 липня 1986 року — 1-й секретар Камчатського обласного комітету КПРС.
21 липня 1986 — 1990 року — надзвичайний і повноважний посол СРСР у Соціалістичній Республіці В'єтнам.
З 1991 року — персональний пенсіонер у Москві. Співпрацював із Камчатським земляцтвом.

## Нагороди і звання
- орден Леніна (6.11.1979)
- орден Жовтневої Революції (25.08.1971)
- три ордени Трудового Червоного Прапора (11.08.1966, 10.03.1976, 17.07.1986)
- медаль «За трудову доблесть» (1957)
- медаль «Ветеран праці»
- медаль «За доблесну працю. В ознаменування 100-річчя з дня народження Володимира Ілліча Леніна» (1970)
- медалі
- Надзвичайний і Повноважний Посол СРСР (1986)
- Почесний громадянин міста Петропавловська-Камчатського (8.09.1999)